# Davis Tarwater
Davis Tarwater, né le 24 mars 1984 à Knoxville, est un nageur américain, spécialiste de papillon et de nage libre.

## Carrière
Lors des Championnats du monde 2005, sa première expérience internationale, il a manqué de peu la médaille en se classant quatrième du 200 m papillon. Aux Championnats du monde 2009 il a remporté la médaille d'or au relais 4 x 200 m nage libre pour avoir participé aux séries.
Qualifié pour les Jeux olympiques d'été de 2012, il participe aux series du relais 4 x 200 m, qui est remportée par l'équipe américaine et reçoit donc une médaille d'or. 

## Palmarès

### Jeux olympiques
- Jeux olympiques de 2012 à Londres (Royaume-Uni) : 
  -  Médaille d'or du relais 4 x 200m nage libre[1]

### Championnats du monde

#### Grand Bassin
- Championnats du monde 2009 à Rome (Italie) : 
  -  Médaille d'or du relais 4 x 200m nage libre[1]